# Дядьковский сельский округ (Московская область)
Дядьковский сельский округ — упразднённая административно-территориальная единица, существовавшая на территории Дмитровского района Московской области в 1994—2006 годах.
Дядьковский сельсовет был образован в первые годы советской власти. По данным 1918 года он входил в состав Дмитровской волости Дмитровского уезда Московской губернии.
В 1923 году к Дядьковскому с/с были присоединены Ивашевский и Куминовский с/с.
В 1926 году Дядьковский с/с включал деревни Дядьково, Куминово и Михалево, посёлок Дядьково болото и Дядьковскую лесную сторожку.
В 1929 году Дядьковский с/с был отнесён к Дмитровскому району Московского округа Московской области.
17 июля 1939 года к Дядьковскому с/с были присоединены Жуковский (селения Жуковка, Княжево, Очево и Чёрная Грязь), Надеждинский (селения Быково, Надеждино и Никольское) и Петраковский (селения Петраково и Орево) с/с. Одновременно селение Куминово и посёлок Татищевских торфоразработок были переданы из Дядьковского с/с в Орудьевский.
27 августа 1958 года селение Облетово было передано из Дядьковского с/с в Орудьевский с/с.
1 февраля 1963 года Дмитровский район был упразднён и Дядьковский с/с вошёл в Дмитровский сельский район. 11 января 1965 года Дядьковский с/с был возвращён в восстановленный Дмитровский район.
5 марта 1987 года из Орудьевского с/с в Дядьковский были переданы селения Куминово и Татищево.
3 февраля 1994 года Дядьковский с/с был преобразован в Дядьковский сельский округ.
4 марта 1998 года селения Жуковка, Княжево и Очево были переданы из Дядьковского с/о в Орудьевский с/о.
В ходе муниципальной реформы 2004—2005 годов Дядьковский сельский округ прекратил своё существование как муниципальная единица. При этом его населённые пункты были переданы частью в городское поселение Дмитров, а частью — в сельское поселение Куликовское.
29 ноября 2006 года Дядьковский сельский округ исключён из учётных данных административно-территориальных и территориальных единиц Московской области.